# Mnioes hiles
Mnioes hiles là một loài tò vò trong họ Ichneumonidae.